# 艾拉·迪尔
艾拉·迪尔（俄语：Элла Диль，1978年8月5日—），原名艾拉·卡拉奇科娃（Элла Карачкова），婚後改隨夫姓。俄羅斯女子羽毛球運動員，擅長單打項目，曾13次贏得其國內的俄羅斯羽毛球錦標賽女單冠軍。

## 簡歷
2008年，卡拉奇科娃再次代表俄罗斯參加北京奥运会羽毛球比賽女子單打項目，在首轮中便以0-2被印度的小將塞娜·内维尔淘汰。
2010年，艾拉·迪尔參加世界羽聯大獎賽俄羅斯公開賽，贏得女子單打比賽亞軍。

## 主要比賽成績
只列出曾進入準決賽的國際賽事成績：
| 年份   | 賽事                     | 公開賽級別 | 項目     | 成績   |
| ------ | ------------------------ | ---------- | -------- | ------ |
| 2008年 | 碧特博格羽毛球大獎賽     | 大獎賽     | 女子單打 | 準決賽 |
| 2008年 | 俄羅斯羽毛球大獎賽       | 大獎賽     | 女子單打 | 冠軍   |
| 2008年 | 蘇格蘭羽毛球國際賽       | 國際挑戰賽 | 女子單打 | 準決賽 |
| 2009年 | 白夜羽毛球賽             | 國際挑戰賽 | 女子單打 | 冠軍   |
| 2009年 | 俄羅斯羽毛球大獎賽       | 大獎賽     | 女子單打 | 冠軍   |
| 2009年 | 碧特博格羽毛球大獎賽     | 大獎賽     | 女子單打 | 準決賽 |
| 2009年 | 蘇格蘭羽毛球國際賽       | 國際挑戰賽 | 女子單打 | 亞軍   |
| 2010年 | 瑞士羽毛球超級賽         | 超級賽     | 女子單打 | 準決賽 |
| 2010年 | 歐洲羽毛球錦標賽         | 其他       | 女子單打 | 準決賽 |
| 2010年 | 俄羅斯羽毛球大獎賽       | 大獎賽     | 女子單打 | 亞軍   |
| 2013年 | 歐洲羽毛球混合團體錦標賽 | 其他       | 混合團體 | 準決賽 |
| 2013年 | 葡萄牙羽毛球國際賽       | 國際系列賽 | 女子單打 | 冠軍   |
| 2013年 | 白夜羽毛球賽             | 國際挑戰賽 | 女子單打 | 亞軍   |
| 2014年 | 歐洲女子羽毛球團體錦標賽 | 其他       | 女子團體 | 亞軍   |

| 2007-2017年 | 首要超級賽 | 超級賽 | 黃金大獎賽 | 大獎賽 | 國際挑戰賽 | 國際系列賽 | 未來系列賽 | 其他 |

| 2018-2026年 | 總決賽 | 超級1000賽 | 超級750賽 | 超級500賽 | 超級300賽 | 超級100賽 | 國際挑戰賽 | 國際系列賽 | 未來系列賽 | 其他 |

### 奧運會和世錦賽參賽紀錄
|          | 2000 | 2001 | 2003 | 2004 | 2005 | 2006 | 2007 | 2008         | 2009 | 2010 |
| -------- | ---- | ---- | ---- | ---- | ---- | ---- | ---- | ------------ | ---- | ---- |
| 女子單打 | 32強 | －   | －   | －   | 32強 | 32強 | 16強 | 第一輪(64強) | 32強 | 16強 |